# Agnès Street-Klindworth
Agnès Street-Klindworth, également Agnes Denis-Street, est la fille illégitime du journaliste, acteur et diplomate Georg Klindworth (en) (1798-1882) et d'une actrice danoise nommée Brigitta Bartels (1786-1864).

## Biographie
Agnès Klindworth est née le 19 octobre 1825 à Brême, en Allemagne.
Elle suit son père dans ses itinérances européennes, avant d'arriver à Weimar en 1853, en tant qu'élève d'harmonie de Peter Cornelius. Peu de temps après, elle commence à prendre des cours de piano avec Franz Liszt, avec qui elle se lie d'amitié puis entretient une liaison, puis, après son départ pour Bruxelles le 5 avril 1855, une vaste correspondance qui dure jusqu'en 1861, date à laquelle le compositeur s'installe à Rome. Les amants se retrouvent à Düsseldorf en mai 1855, à Berlin en décembre de la même année ou à Bruxelles en 1861.
Agnès donne naissance à son premier fils nommé Ernst August Georg, connu sous le nom de George Street, le 21 janvier 1854. Son deuxième enfant avec son mari, le capitaine Ernst Denis-Street, s'appelle Charles, né le 18 juillet 1855. Son troisième enfant, Fernande (16 décembre 1856-23 août 1857), fille du compositeur et militant révolutionnaire Ferdinand Lassalle. Henri, son quatrième enfant illégitime, a probablement été élevé en famille d'accueil par une autre famille ou est mort comme sa sœur.
Elle s'installe à Paris avec Ernst et ses deux fils en février 1868. Elle meurt à Paris le 25 décembre 1906 à l'âge de 81 ans.